# Rhododendron farinosum
Rhododendron farinosum är en ljungväxtart som beskrevs av H. Lév. Rhododendron farinosum ingår i släktet rododendron, och familjen ljungväxter. Inga underarter finns listade i Catalogue of Life.